# 凮月堂
凮月堂（ふうげつどう）は、日本全国に展開している複数の洋菓子・和菓子のメーカーが称する屋号である。江戸時代中期、小倉喜右衛門（後に改姓して大住喜右衛門）が江戸で開いた和菓子店を起源とする。明治時代以降、大住家からの暖簾分けが行われた結果、複数の会社がこの名を継承している。
凮月堂の名前のついた店舗は全国に多数あるが、必ずしも創業家である大住家（凮月堂総本店）の承認を得たのれん分けとは限らず、関係のない店舗が凮月堂を名乗っている場合も多い。

## 歴史

### 江戸時代
1747年（延享4年）に大坂より江戸に下った初代の小倉喜右衛門が、宝暦年間に江戸・京橋鈴木町に開いた「大坂屋」を起源とする。
初代喜右衛門には子供がなく、姪の「恂（じゅん）」を養女に迎えていた。恂は唐津藩主水野忠光の屋敷に奉公して側室となり、1794年に水野忠邦（後の老中）を生んだ。その後、宿下がりとなった恂が夫として迎えたのが2代目喜右衛門である。2代目喜右衛門は、義理の息子に当たる忠邦に引き立てられて諸大名に出入りを許された。特に老中松平定信に重用され、松平家の御用菓子商に任命された。
1815年（文化12年）、2代目喜右衛門はその誠実、潔白な人柄を愛でられて、 格別のおぼしめしをもって、松平定信（隠居して楽翁と号していた）から「凮月堂清白」と5文字の屋号を賜った。「風月」は定信の雅号のひとつで、蘇軾（蘇東坡）の「後赤壁賦」から「月白風清」の文字を選んだ。これを慶事とした水野忠邦は、巻葵湖・貫名菘翁らとともに「幕末の三筆」に数えられる市河米庵を招き、隷書体で『風月堂』と揮ごうした白い布を店頭に掲げた。このときから「大坂屋」の紺の暖簾は外され、白い「凮月堂」の暖簾が掲げるようになった。2代目喜右衛門は、初代大住喜右衛門が隠居した頃に南伝馬町に店を移した。

### 明治時代以後
明治期に4代目喜右衛門が若くして他界し、子供がなく廃家となる。弟の5代目喜右衛門が凮月堂総本店を継承し、自身の三男である大住省三郎を4代目喜右衛門の家に養子として送り兄の家を再興させた。大住省三郎が1905年（明治38年）に上野広小路に開いた店舗が現在の上野凮月堂である。5代目喜右衛門は凮月堂当主として暖簾分けの制度を導入した。凮月堂総本店から最初に暖簾を分けられたのは、当時の番頭であった米津松造で、1872年（明治5年）に日本橋両国若松町へ出店したのが「凮月堂米津本店」（現在の両国凮月堂）である。凮月堂米津本店からは凮月堂総本店の承認のもと、暖簾分けが多く行なわれた。この時暖簾分けされた店としては、神戸凮月堂、長野凮月堂、甲府凮月堂が現存する。
米津松造は銀座並木通りに西洋料理を提供する店として「米津分店南鍋町凮月堂」を出店し、次男の恒次郎を店主としたが、恒次郎の異母弟で養子の米津修二の代に経営権を失い、新たな経営者へ譲渡されたのが現在の銀座凮月堂である。戦後に米津修二は再度、銀座みゆき通りに「米津凮月堂」として新たな凮月堂を出店するが、経営が破綻して別会社へ経営を引き継ぎ、銀座中央通りで再度営業を開始した。これが現在の東京凮月堂である。高瀬物産に詳述がある。現在の銀座凮月堂、東京凮月堂は創業時からの凮月堂一門と別系統の会社である。

## 商品
江戸時代より、諸大名の菓子匠を仰せつかってきた凮月堂総本店は明治時代に入り、新しい菓子開発のため、総本店5代目大住喜右衛門が、当時の番頭の米津松造を横浜に洋菓子の修行に出した。その結果、松造がチョコレートやビスケットなどの技術を修得し、これがのちの凮月堂一門において広がった。1874年（明治7年）には“宝露糖”と名づけたボンボン・ド・リコールド（リキュール・ボンボン）を発売、1877年（明治10年）には明治政府が開催した第1回内国勧業博覧会の菓子部門で、大住喜右衛門の南伝馬町凮月堂の「菓糕」と米津松造の若松町凮月堂の「乾蒸餅（ビスケット）」が褒賞を受賞、以降西洋菓子に力を入れ、1882年（明治15年）ごろには大々的に西洋菓子を売り出し、1886年（明治19年）にはシュークリームやアイスクリームも製造していた。
凮月堂は日本で商品としてチョコレートを販売した最初期の店であり、1878年（明治11年）には米津松造の若松町凮月堂が「ショコラート」「新製猪口令糖」や「氷菓子アイスキリン　チョコラ入り」の新聞広告を出している（チョコレートの歴史参照）。

### ゴーフル

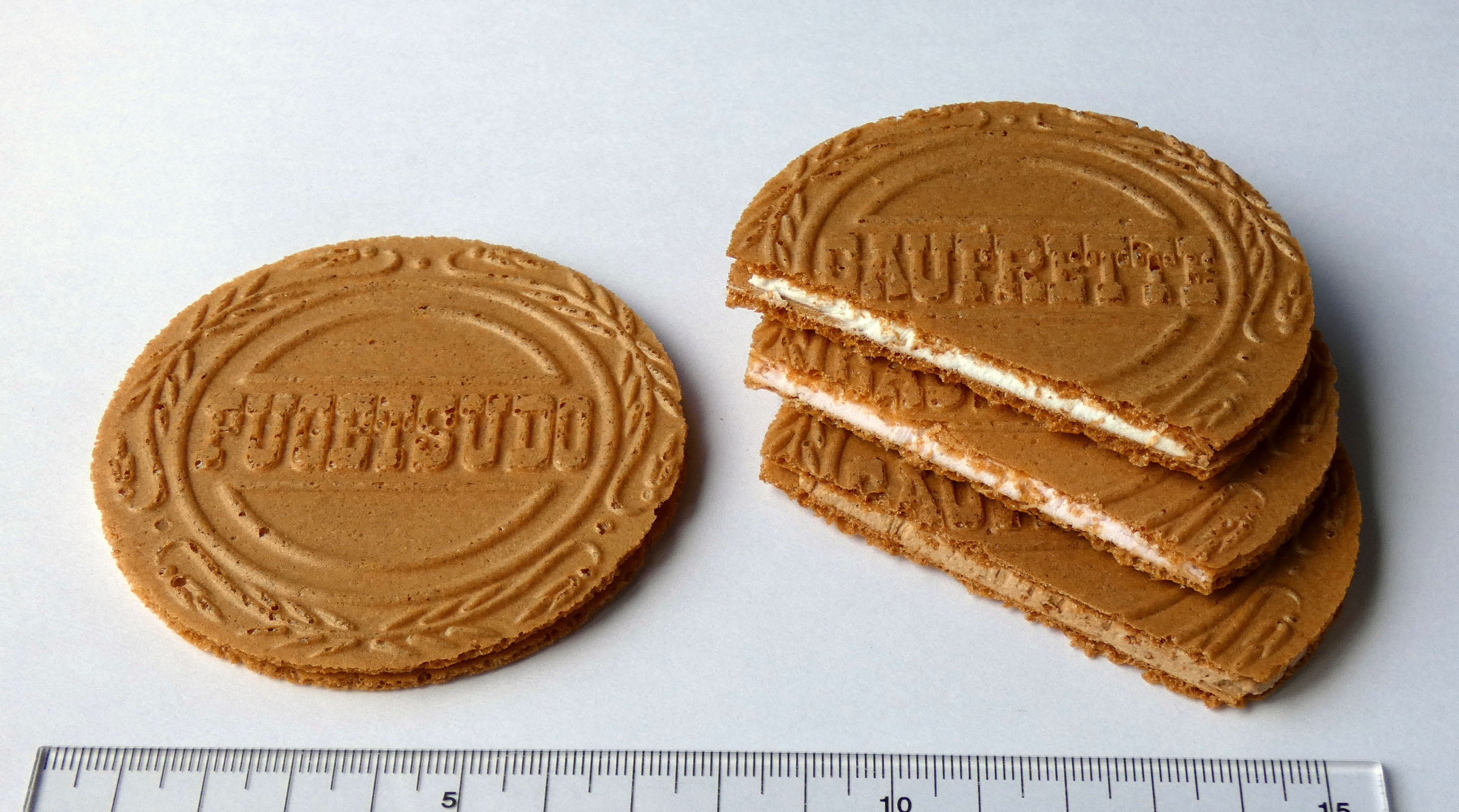
東京凮月堂のゴーフレット

凮月堂を代表する菓子とされるゴーフルは、昭和初期に一門で発売した。ゴーフルの開発・発売に至る経緯は東京発祥説と関西発祥説がある。
東京発祥説は、昭和初期に薄焼き煎餅「カルルス煎餅」をヒントに開発されたとする。カルルス煎餅は明治期に凮月堂一門が販売した商品であり、ゴーフルに酷似した形状の素焼き煎餅で炭酸せんべいが原型ともされる。昭和初期に米津凮月堂の和菓子工場は、凮月堂総本店及び米津凮月堂の両方の製品を生産した。火災のために洋菓子工場は和菓子工場とともになり、大阪の北浜凮月堂の職人が洋菓子工場の次長を務めた。一門の職人たちは粉の配合や、アメリカ製のショートニングをクリームに用いるなど試行錯誤で工夫し、1929年（昭和4年）に現在につながるゴーフルが完成した、とする。
関西発祥説は、大正の末期から昭和初期に、米津凮月堂から暖簾分けされた北浜凮月堂が開発したとする。神戸凮月堂が記すところ等によれば、1926年（大正15年）頃にもたらされたフランスの焼き菓子をモデルとして、北浜凮月堂の和洋菓子の職人が開発を進め、神戸凮月堂創業者の吉川市三が当時北浜凮月堂の業務執行社員であったことから、1927年（昭和2年）に米津凮月堂、北浜凮月堂、神戸凮月堂で同時に発売した、とする。発売当時の製法は現行と異なり、大瓦せんべいと同様の焼き方で手間を要した。
戦前に凮月堂一門は、互いに協力して商品を開発、製造、販売し、ゴーフルの商標を凮月堂一門で共有した。戦後にゴーフルの類似品が氾濫し、神戸凮月堂がゴーフルの商標を登録した。ゴーフルは各社が同時期に製造を始めたもので、上野凮月堂や東京凮月堂もゴーフルの商標を継続して使用している。

## 上野凮月堂
- 会社名 - 株式会社上野凮月堂
- 創業年月日 - 1747年 (1947年11月1日 株式会社に改組)
- 本社 - 東京都台東区上野1丁目20番10号
- 資本金 - 9,438万円
- 関連子会社 - デメル・ジャパン株式会社
  - 上記出典：会社概要[13]

2024年現在の社長である大住佑介は、初代大住喜右衛門から数えて8世代目にあたる。1988年にデメルと提携し、デメル・ジャパンを設立した。2013年にはブランド名を「上野風月堂 大住商店」とする。

## 東京凮月堂
- 会社名 - 株式会社東京凮月堂
- 創業 - 明治5年（1872年）
- 本社所在地 - 東京都中央区日本橋兜町12番4号
- 本店所在地 - 東京都中央区日本橋2丁目2番8号
- 資本金 - 1億円
  - 上記出典：会社概要[14]

## 神戸風月堂
- 会社名 - 株式会社神戸風月堂
- 創業 - 1897年12月12日
- 設立 - 1976年11月1日
- 所在地 - 兵庫県神戸市中央区元町通3丁目3番10号
- 資本金 - 8000万円
- 社員数 - 約600名
  - 上記出典：会社概要[15]

1893年（明治26年）、 市田左右太のご指導により、初代吉川市三が、東京南鍋町の風月堂に徒弟奉公に入る。本店大住家から「のれん」分けされ、1897年（明治30年）12月12日現在の場所に 『神戸風月堂』を開店。吉川家は250年にわたり、代々「吉川屋新七」の屋号で、神戸市海岸通三丁目で回漕業・旅館業を営んでいた。

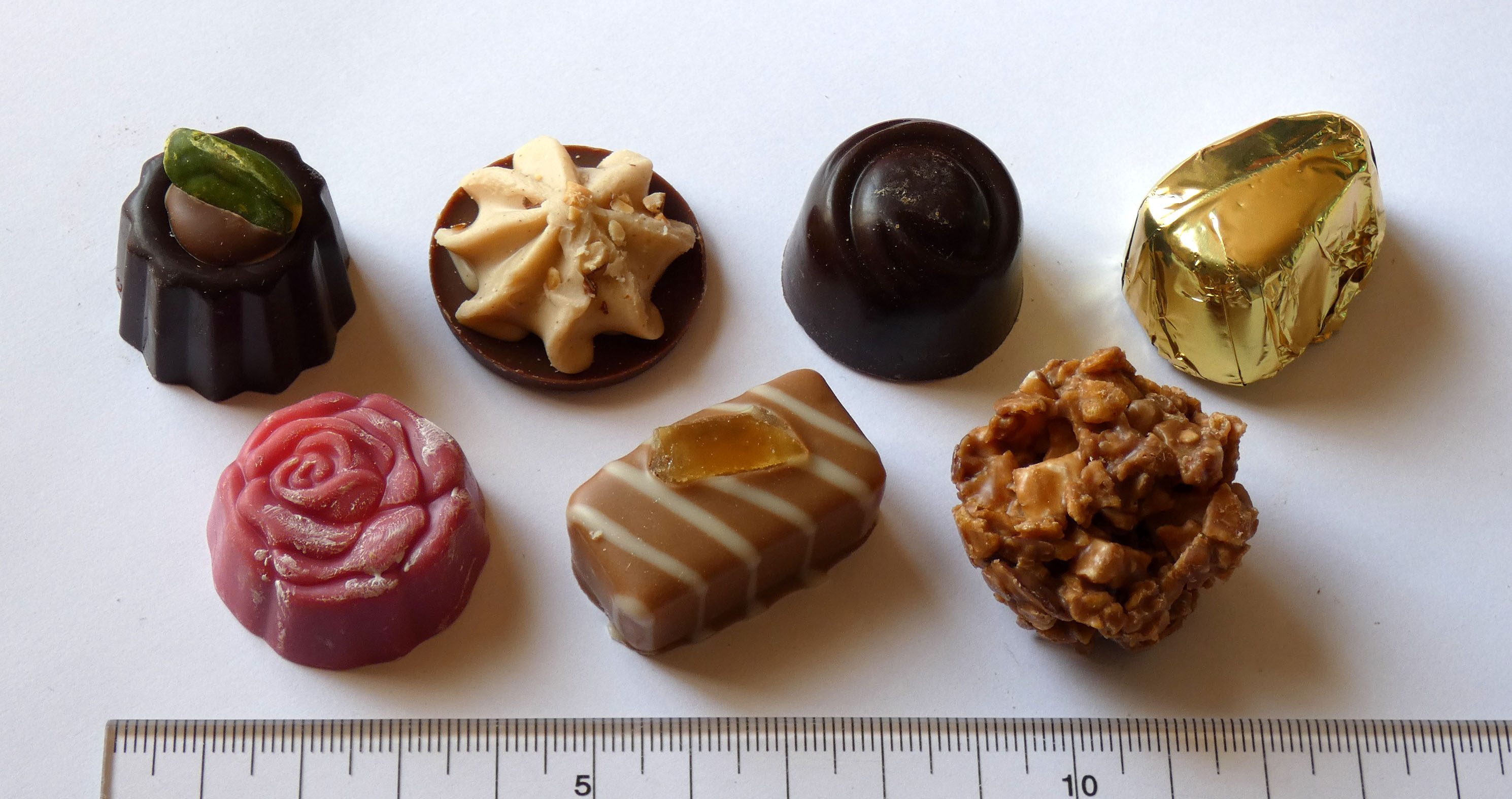
神戸凮月堂のショコラ
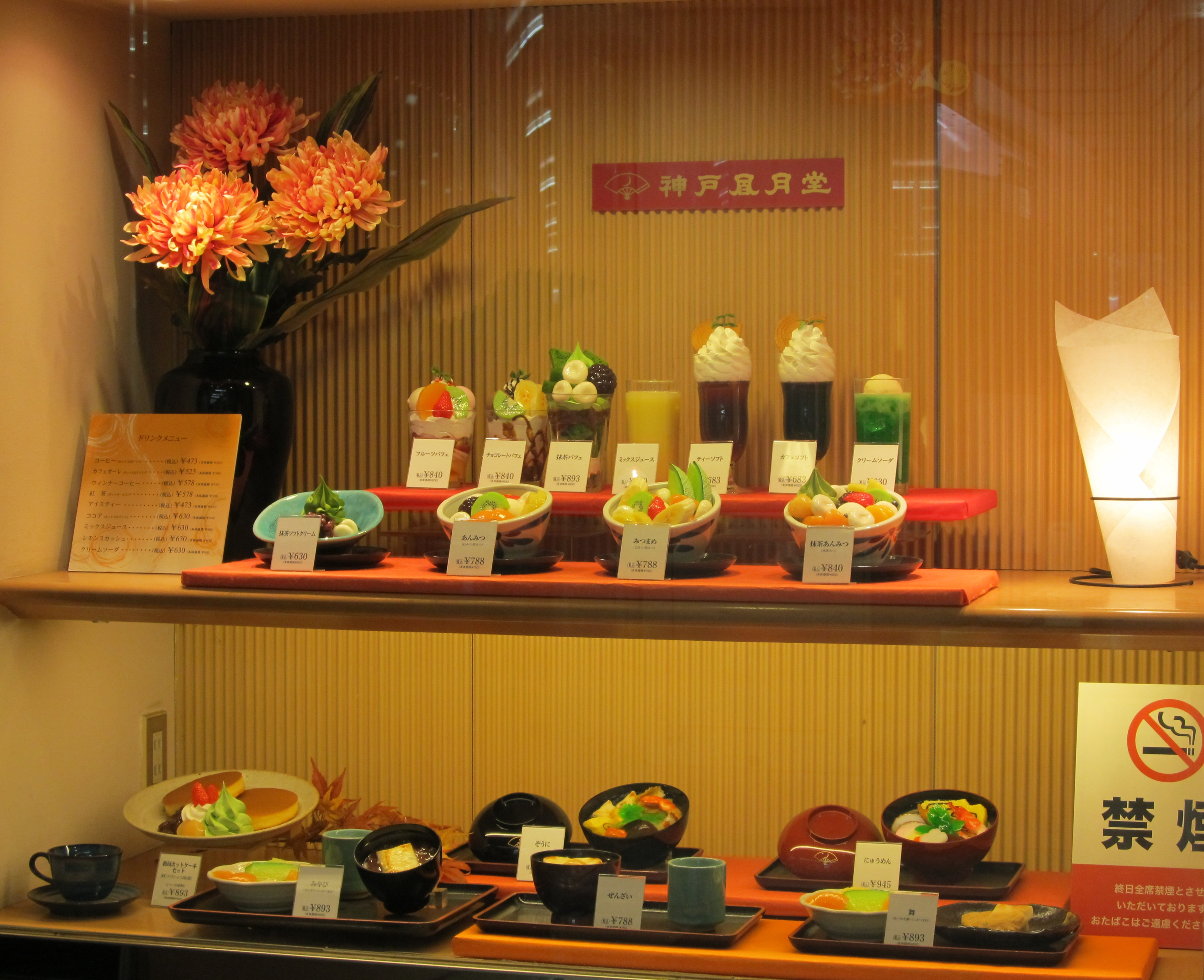
神戸凮月堂直営喫茶店（2012年、さんちか）